# Sonja Johnsson
Sonja Sofia Valfrida Johnsson (* 7. August 1895 in Stockholm; † 18. Juni 1986 ebenda) war eine schwedische Schwimmerin.

## Karriere
Johnsson nahm 1912 an den Olympischen Spielen in Stockholm teil. Hier scheiterte sie im Wettbewerb über 100 m Freistil als Sechste ihres Vorlaufs am Halbfinaleinzug. Mit der schwedischen Staffel über 4 × 100 m Freistil erreichte sie den vierten Rang.
Ihr Neffe Stein Johnson nahm 1948 und 1952 im Diskuswurf ebenfalls an Olympischen Spielen teil.